# کایل بریجوود
کایل بریجوود (انگلیسی: Kyle Bridgwood؛ زادهٔ ۲۳ فوریهٔ ۱۹۸۹) ورزشکار اهل استرالیا است.
وی در مسابقات کشوری و بین‌المللی در مجموع برندهٔ ۲ مدال طلا، ۷ مدال نقره، ۱ مدال برنز شده‌است.